# Live in NYC 12/31/92
Live in NYC 12/31/92 — третій концертний альбом американської групи Pearl Jam, який був випущений 2 травня 2006 року. Він був записаний під час концерту у Нью-Йорку.

## Треклист
1. Speed Wash — 3:55
2. Sonic Reducer — 4:04
3. Why Go — 4:01
4. Even Flow — 5:10
5. Alone — 3:27
6. Garden — 6:04
7. Daughter — 3:56
8. Dirty Frank — 4:05
9. Oceans — 3:36
10. Alive — 5:49
11. Leash — 2:49
12. Porch — 6:44